# 日本ボビナム協会
日本ボビナム協会は、日本でのボビナムの普及・伝承を目的として活動する一般社団法人である。

## 歴史
- ボビナムはグェン・ロック（ベトナム語版）が創設したベトナムの武道で[2]、日本ボビナム協会はこの武術を日本に普及・伝承するため、日本人初のマスターライセンスを獲得したマスター・フゴ（富豪富豪夢路）を指導者として設立された[1]。2012年からは年に1度、全日本ボビナム選手権を開催している。
  - 2011年8月　協会の前身となる「ボビナム研究会」が発足。
  - 2011年11月4日　藤崎忠博が世界最高師範マスターグェン・バンチュウ（NGUYEN VAN CHIEU）から日本人として初めてマスターライセンスを授与され、マスターフゴが誕生する。
  - 2011年12月1日　一般社団法人日本ボビナム協会設立。代表理事に小川宗一郎、理事に藤崎忠博（マスターフゴ）が就任。
  - 2012年11月11日　第1回全日本ボビナム選手権　開催。
  - 2015年11月8日　台湾ボビナム協会の協力を得て、第1回東アジア選手権を開催。
  - 2016年3月　日本オリンピック委員会（JOC）認可団体となる。
  - 2016年10月1日　 アジアオリンピック評議会（OCA）主催、第5回アジアビーチゲームズ（ベトナム・ダナン）に日本オリンピック委員会派遣選手として貞松慶美が出場。タイガードラゴンフォームの部で銅メダルを獲得。[3]
  - 2017年8月4日　第5回世界ボビナム選手権（インド・ニューデリー）において貞松慶美、宮本伊都子、金城真央の三選手がトリオタップタクェンの部で銅メダルを獲得。[4]
  - 台湾ボビナム協会の協力を得て、第2回東アジア選手権を開催。

## 3つの理念
- 日本ボビナム協会では日本独自の理念を掲げている。
  - 武道を通した国際文化交流
  - 格闘芸術の追求
  - 国境を超える日本人の育成

## 活動

### 指導
- 東京都の本部の他に新潟・長野・大分・福岡に支部を置き、日本各地でボビナムの教習を行っている。

### 全日本ボビナム選手権大会
- 全日本ボビナム選手権をボビナムの日本選手権大会として、2012年以降に毎年開催している。
  - 2012年11月11日　第1回　全日本ボビナム選手権（東京都文京区）総合優勝　本多愛
  - 2013年11月10日　第2回　全日本ボビナム選手権（東京都文京区）総合優勝　本多愛
  - 2014年11月9日　第3回　全日本ボビナム選手権（東京都文京区）総合優勝　倉沢ゆう
  - 2015年11月8日　第4回　全日本ボビナム選手権（東京都文京区）総合優勝　入江亮太
  - 2016年11月20日　第5回　全日本ボビナム選手権（東京都千代田区）総合優勝　貞松慶美
  - 2017年11月11日　第6回　全日本ボビナム選手権（東京都千代田区）総合優勝　貞松慶美